# Diep.io
Diep.io는 2016년 브라질 개발자 마테우스 발라다레스가 만든 다인용 웹 게임이다. 미니클립이 모바일 버전을 처음으로 배급했다. Diep.io에서 플레이어는 2차원 경기장에서 탱크를 조종한다. 그들은 도형과 다른 탱크를 파괴하여 경험치와 업그레이드를 획득한다.
발라다레스는 2015년에 비슷한 게임인 Agar.io를 만들었다. 이 게임의 엄청난 인기는 간단한 게임 플레이와 그래픽을 가진 비슷한 웹 게임 장르인 ".io 게임"을 탄생시켰고, Diep.io도 여기에 포함된다. Diep.io는 다른 ".io 게임"보다 더 깊이 있고 재플레이 가치를 제공하는 업그레이드 시스템으로 칭찬받았다. 2021년에는 Addicting Games에 인수되었다. 2024년에는 3AM Experiences에 인수되었고, 이후 VexxusArts와 계약하여 게임을 업데이트하고 유지보수했다. 구글 플레이에 따르면 2023년 현재 모바일 다운로드 수가 1천만 건 이상이다.

## 배경 및 개발
브라질 개발자 마테우스 발라다레스는 2015년 4월에 Agar.io를 만들었다. 이 게임은 세포가 아가와 다른 세포를 먹어서 커지려는 간단한 웹 게임이다. Agar.io의 예상치 못한 폭발적인 성공은 유튜브와 같은 플랫폼에서의 인기에 힘입어 매일 수백만 명의 플레이어를 기록하며 2015년 가장 인기 있는 비디오 게임이 되었다. 스위스 배급사 미니클립이 모바일 포트를 출시했다.
Agar.io의 빠른 성장은 비슷한 뱀 테마의 Slither.io와 이후 많은 슈팅 게임을 포함하는 ".io 게임"이라는 간단한 다인용 웹 게임 장르 전체를 탄생시켰다. 발라다레스는 2016년 중반에 Diep.io라는 슈팅 ".io 게임"을 출시했고, 미니클립은 곧 IOS와 안드로이드용 모바일 버전을 출시했다.
2021년, Addicting Games—당시 Enthusiast Gaming 소유—는 비공개 금액으로 Diep.io를 인수했다. 그들은 이전에 다른 두 개의 ".io 게임"인 Starve.io와 Mope.io, 그리고 발라다레스의 Bubble Tanks를 인수했다. CEO 빌 카라무시스는 모바일 앱을 재구축하고 새로운 게임 모드, 업적, 치장품 등을 추가할 계획이라고 밝혔다.
2024년, 게임은 새로운 개발을 시작했다. 이 게임은 유튜버 미스틱에게 인수되었다. 새로운 개발팀은 게임을 인수한 직후 새로운 자동 탱크를 추가했다.

## 게임 플레이
다른 .io 게임과 마찬가지로 Diep.io는 기본적인 도형으로 이루어진 간단한 게임 플레이와 그래픽을 특징으로 한다. 플레이어는 다인용 2차원 경기장에서 탱크를 조종한다. 그들은 경기장 곳곳에서 스폰되는 도형과 다른 탱크를 파괴하고 다른 탱크를 죽여 경험치를 얻는다. 탱크는 레벨 15, 레벨 30, 그리고 최대 레벨인 레벨 45에 도달하면 개별 강점과 약점에 맞게 다른 클래스로 업그레이드할 수 있다. 체력, 신체 피해, 크기 등 몇몇 부수적인 속성은 레벨에 따라 증가한다. 일부 독특한 탱크 클래스는 드론을 제어하거나, 미사일을 발사하거나, 함정을 설치할 수 있다. 플레이어가 레벨업할 때마다, 또는 레벨 30부터 세 레벨마다 한 번씩, 체력, 총알 피해, 재장전과 같은 게임 통계를 업그레이드하는 데 사용할 수 있는 포인트를 얻는다. 점수판에는 가장 많은 포인트를 가진 플레이어가 표시된다. Diep.io는 데스매치와 여러 팀 기반 모드, 그리고 몇 가지 미니 게임 모드를 포함하여 여덟 가지 다인용 게임 모드를 가지고 있다. 라운드가 끝나면 서버를 닫기 위해 남은 플레이어를 물리치기 위해 아레나 클로저라는 특별한 서버 탱크가 경기장으로 호출된다.

## 평가
Diep.io는 Agar.io 및 Slither.io와 함께 최고의 .io 게임 중 하나로 평가받았으며, 더 심층적인 탱크 업그레이드 시스템이 장르의 다른 게임보다 더 많은 재플레이 가치를 제공한다는 점이 언급되었다. 안드로이드 어소리티는 이 게임을 Agar.io의 정신적 후속작이라고 평했다. 반대로 Gamezebo의 사이먼 리드는 게임 플레이의 초반 단계가 느리고 게임플레이 루프가 Agar.io나 Slither.io처럼 플레이어를 계속 붙잡을 만큼 매력적이지 않다고 보며, Diep.io는 "몇 가지 핵심 부분에서 부족하여 위대함에 미치지 못한다"고 말했다. 그는 3.5/5점을 주었다. PCGamesN의 크리스천 바스는 팀 기반 게임 모드가 최고라고 평가했다.

## 탱크
현재 Diep.io에는 50개의 탱크가 있으며, 1티어 탱크 1개, 2티어 탱크 4개, 3티어 탱크 12개, 4티어 탱크 33개가 있다.

### 1티어: 레벨 1
기본 탱크
이것은 Diep.io에서 플레이어가 처음으로 조종하는 탱크이다. 추가 능력치가 할당되지 않은 경우 노란색 사각형을 두 번의 공격으로, 빨간색 삼각형을 다섯 번의 공격으로, 파란색 오각형을 22번의 공격으로 파괴할 수 있는 단일 포신을 특징으로 한다. 체력, 총알, 이동 속성은 균형 잡혀 있으며, 플레이어가 다각형과 다른 탱크를 제거하여 포인트를 수집하면 향상된다.

### 2티어: 레벨 15
레벨 15에 도달하면 플레이어는 4가지 2티어 전문화 중에서 선택하거나, 레벨 30에서 스매셔, 레벨 45에서 자동 탱크에 접근하기 위해 기본 탱크로 남아있을 수 있다.

#### 탱크 업그레이드
트윈
트윈 클래스를 선택하면 탱크에 추가적인 전방 포신이 장착되지만, 총알 위력은 약간 감소한다. 발사 속도 증가는 더 큰 반동으로 이어진다.
스나이퍼
스나이퍼 클래스는 시야를 확장하여 더 멀리 볼 수 있게 해준다. 총알 속도도 증가하여 총알 비행 거리가 늘어난다. 그러나 재장전 속도는 눈에 띄게 느려지고, 피해는 변함이 없다.
머신건
머신건은 전면의 사다리꼴 모양 포신에서 총알을 발사하며, 기본 탱크보다 두 배 빠른 속도로 발사하여 트윈과 같은 발사 속도를 보인다. 정확도는 떨어지지만 더 넓은 영역을 커버한다. 총알 피해는 트윈보다 약간 높지만 기본 탱크보다는 낮다.
플랭크 가드
플랭크 가드 클래스를 선택하면 탱크 후면에 포신이 추가되어 방어를 위해 양방향으로 발사할 수 있다. 양쪽 포신에서 동일한 반동이 발생하므로 플랭크 가드는 사실상 반동이 없다.

### 3티어: 레벨 30
레벨 30에 도달하면 플레이어는 12가지 3티어 전문화 중에서 선택할 수 있으며, 이 중 2개는 여러 업그레이드 경로를 제공한다.

#### 트윈 업그레이드
트리플 샷
트리플 샷 클래스는 추가 포신을 도입하여 탱크 전면에 총을 분산시킨다. 넓은 영역을 총알로 채울 수 있지만, 직접적인 화력은 상당히 감소한다. 반동으로 인해 플레이어가 뒤로 밀려난다.
쿼드 탱크
쿼드 탱크는 네 개의 총을 측면에 십자 형태로 배치하여 네 방향으로 총알을 발사할 수 있다. 직접적인 화력은 이전보다 상당히 감소하며, 반동은 상쇄된다. 이 탱크는 플랭크 가드에서도 업그레이드할 수 있다.
트윈 플랭크
트윈 플랭크는 트윈의 포신을 후면에 미러링하여 추가 방어 기능을 제공한다. 반동도 무효화된다. 이 탱크는 플랭크 가드에서도 업그레이드할 수 있다.

#### 스나이퍼 업그레이드
어쌔신
어쌔신 클래스는 스나이퍼의 시야를 더욱 확장하여 시야 범위를 증가시킨다.
오버시어
오버시어는 총알을 발사하는 대신 드론을 생성하는 스포너를 사용한다. 왼쪽 마우스 버튼, "스페이스"를 누르거나 "E"를 누르면 드론이 커서를 따라 이동한다. 오른쪽 마우스 버튼이나 "Shift"를 누르면 모든 드론이 커서 위치에서 멀리 떨어져 수동 제어가 가능하다. 그렇지 않으면 드론은 플레이어 주위를 돌며 근처의 다각형과 교전한다. 오버시어는 최대 8개의 드론을 관리할 수 있다.
헌터
헌터는 주 포신 안에 작은 총을 통합하여 두 발 연속으로 발사한다. 시야가 약간 증가한다.
트래퍼
트래퍼는 스나이퍼의 포신을 엄청난 관통력을 가진 함정을 배치하는 발사기로 대체한다. 함정은 1초 후에 움직임을 멈추므로 발사기의 사정거리는 포신보다 훨씬 짧다. 이는 적의 총알을 요격하거나 지역을 차단할 수 있는 보호막을 만들 수 있게 해준다. 트래퍼는 경험치 파밍이 어렵기 때문에 레벨 45까지 스나이퍼 또는 기본 탱크로 남아있는 것이 종종 권장된다.

#### 머신건 업그레이드
디스트로이어
디스트로이어는 거대하고 느리게 발사되는 포신을 자랑하며, 각 발사마다 거대한 단일 총알을 발사한다. 이 포신을 발사하면 상당한 반동이 발생한다. 총알 능력치에 충분한 포인트를 투자하면 총알의 벽을 뚫고도 탱크를 한 방에 죽일 수 있는 충분한 위력을 유지할 수 있다. 디스트로이어 계열은 게임 내에서 가장 강력한 레벨 45 탄약을 특징으로 한다; 그 총알은 대부분의 중간 크기 총알보다 거의 10배나 강력하며 막기 어렵다.
거너
거너는 네 개의 전방 미니건에서 일직선으로 작은 총알을 빠르게 발사한다. 재장전 속도는 두 배가 되지만 피해가 감소하고 반동은 상당히 줄어든다. 이 작은 총알은 적의 방어를 우회하여 체력을 조금씩 깎아낼 수 있다.

#### 플랭크 가드 업그레이드
트라이앵글
트라이앵글은 추가 추진력을 제공하도록 배치된 두 개의 후방 포신을 장착하고 있다. 트라이앵글은 전방에서 발사하면서 반동을 사용하여 자신을 추진할 수 있다. 후방 총알은 전방 포신 총알보다 약 4~5배 약하며, 매우 낮은 총알 크기 대비 피해율로 게임에서 가장 약한 총알 중 하나이다.
쿼드 탱크
쿼드 탱크는 네 개의 총을 측면에 배치하여 네 방향으로 총알을 발사할 수 있다. 직접적인 화력은 이전보다 상당히 감소하며, 반동은 상쇄된다. 이 탱크는 트윈에서도 업그레이드할 수 있다.
트윈 플랭크
트윈 플랭크는 플랭크 가드의 전방과 후방에 추가 포신을 추가한다. 반동은 비활성화된다. 이 탱크는 트윈에서도 업그레이드할 수 있다.
자동 3
자동 3은 측면에 장착된 3개의 자동 포탑을 장착하고 있다. 탱크는 계속해서 천천히 회전하며, 포탑은 가장 가까운 개체를 자동으로 추적하고 발사한다. 포탑은 부분적으로 제어할 수 있다; 왼쪽 마우스 버튼을 누르면 한두 개의 포탑(위치에 따라 다름)이 커서 쪽으로 향하고, 오른쪽 마우스 버튼을 누르면 포탑이 커서에서 멀어지게 된다.

#### 탱크 업그레이드 (기본 탱크로 유지해야 함)
스매셔
스매셔는 특화된 돌진 탱크이다. 스매셔로 업그레이드하면 모든 포신과 총알 업그레이드 옵션이 제거되어, 탱크가 신체 능력치 슬롯당 7포인트 대신 10포인트를 할당할 수 있다. 시야도 스나이퍼처럼 확장된다. 이전에 총알 능력치에 투자된 모든 포인트는 환불되며, 최대 체력, 체력 재생, 신체 피해, 이동 속도 등 새로 사용 가능한 슬롯에 재할당할 수 있다.

### 4티어: 레벨 45
레벨 45에 도달하면 플레이어는 이 4티어 전문화 중 하나를 선택할 수 있으며, 이는 대부분의 탱크에 대한 최종 티어이자 도미네이션 모드에서 도미네이터가 되지 않는 한 최대 레벨이다. 총 33개가 있으며, 일부는 여러 업그레이드 경로를 제공한다.

#### 트리플 샷 업그레이드
트리플렛
트리플렛은 트윈보다 추가 포신을 특징으로 하여 발사 속도를 크게 높여 게임에서 가장 빠른 슈터 중 하나로 만든다. 레벨 30 트윈은 레벨 45까지 트리플 샷으로 업그레이드하지 않는 것이 종종 권장되는데, 트리플 샷의 총알은 매우 분산되어 있고 직접적인 화력이 제한적이기 때문이다. 트리플렛의 총알은 높은 화력을 균형 맞추기 위해 트윈의 총알보다 약간 약하다.
펜타 샷
펜타 샷은 다섯 발의 총알을 빠른 속도로 발사하여 탱크 전방 전체 영역을 맹렬하게 공격할 수 있다. 이는 옥토 탱크와 유사하지만, 총이 훨씬 더 가깝게 붙어 있고 앞으로만 발사된다. 반동이 매우 크다.
스프레드 샷
이 클래스는 11개의 포신을 자랑한다! 스프레드 샷은 이들을 동시에 발사하여 놀라운 관통력으로 거대한 총알 "스프레드"를 생성한다. 중앙 포신은 일반 크기 총알(기본 탱크와 유사)을 발사하고, 나머지 10개의 포신은 거너 총알을 발사한다. 반동이 거의 없다.

#### 쿼드 탱크 업그레이드
옥토 탱크
옥토 탱크는 플레이어가 여덟 방향으로 발사할 수 있게 하며, 각 포신은 균등하게 배치되어 있다. 이는 넓은 지역에 총알 폭풍을 일으킨다. 포신은 교대로 발사된다: 십자형으로 반대편에 있는 네 개의 포신이 동시에 발사되고, 이어서 다른 네 개의 포신이 발사된다. 플레이어는 "C"를 눌러 자동 회전을 활성화하여 탱크 주위에 총알을 균등하게 분배할 수 있다.
자동 5
자동 5는 쿼드 탱크에서 한 개의 총을 더 얻고 모든 포신을 자동 포탑으로 교체하여 업그레이드된다. 플레이어는 2-3개의 포탑을 제어하고 더 많은 화력을 사용할 수 있지만, 포탑의 회전은 제한적이다. 자동 3에서도 업그레이드할 수 있다.

#### 트윈 플랭크 업그레이드
트리플 트윈
트리플 트윈은 플레이어에게 세 세트의 트윈 포신을 장착하며, 각 세트는 균등하게 배치된다. 이는 옥토 탱크와 유사하지만 덜 분산된 방식으로 총알을 퍼뜨리며, 훨씬 더 큰 직접 화력을 제공한다.
배틀쉽
배틀쉽은 플레이어의 모든 포신을 드론을 빠르게 생산하는 미니 스포너로 교체한다. 이 드론 중 절반은 수동으로 제어되고, 나머지 절반은 자동으로 제어된다. 그러나 이 드론은 스폰 후 4초 후에 자동으로 사라지며, 파티산이라고 불린다. 이 탱크는 오버시어에서도 업그레이드할 수 있다.

#### 어쌔신 업그레이드
레인저
레인저는 어쌔신과 동일하지만, 시야 범위가 어쌔신과 스토커보다 훨씬 넓다. 모든 탱크 중에서 가장 높은 시야 범위를 가지고 있으며, 장거리 사격을 성공시키기 위해서는 상당한 기술이 필요하다.
스토커
스토커는 독특한 능력인 스텔스를 가지고 있다. 움직이지 않고 약 2초 동안 총알을 발사하지 않으면 투명해질 수 있다. 투명한 상태에서도 플레이어는 피해를 입을 수 있다. 피해를 입으면 탱크가 부분적으로 드러나 보여진다. 스토커가 움직이면 투명 망토가 완전히 벗겨진다. 총알이나 다각형에 맞은 후 적에게 발견되면 즉시 이동하거나 반격하는 것이 좋다. 최소한의 접촉만으로도 일시적으로 보일 수 있기 때문이다.

#### 오버시어 업그레이드
오버로드
오버시어와 비슷하지만, 이제 드론 생산을 위한 4개의 스포너가 있다. 최대 8개의 드론은 유지되지만, 생산 속도는 본질적으로 두 배가 되며, 핵심 재장전 능력치 자체는 변하지 않는다.
네크로맨서
플레이어는 모든 투사체를 발사할 수 있는 능력을 잃는다. 대신, 플레이어는 탱크의 몸을 사용하여 근처의 노란색 사각형을 "감염"시켜야 한다. 그 사각형은 다른 사각형을 감염시킬 수 있으며, 최대 36개의 사각형(최대 드론 수)으로 구성된 군대를 형성할 때까지 계속된다. 재장전 기술 점수는 업그레이드당 최대 드론 수를 두 개씩 증가시킨다. 이 치명적인 사각형은 오버시어나 오버로드의 드론보다 피해가 적지만, 그들의 엄청난 숫자는 상대를 압도할 수 있다.
매니저
플레이어는 하나의 스포너를 잃어 하나만 남는다. 이는 유일한 스포너가 드론을 거의 두 배 빠르게 생산하고 여전히 8개의 드론 한계를 유지함으로써 부분적으로 상쇄된다. 매니저는 스토커와 랜드마인처럼 투명해질 수도 있다.
오버트래퍼
오버트래퍼는 이제 두 개의 드론과 전방에 함정 발사기를 가지고 있다. 다운그레이드처럼 보이지만, 상당히 강력하다. 이 탱크는 트래퍼에서도 업그레이드할 수 있다.
배틀쉽
배틀쉽은 플레이어의 모든 포신을 드론을 빠르게 생산하는 미니 스포너로 교체한다. 이 드론 중 절반은 수동으로 제어되고, 나머지 절반은 자동으로 제어된다. 그러나 이 드론은 스폰 후 4초 후에 자동으로 사라지며, 파티산이라고 불린다. 이 탱크는 트윈 플랭크에서도 업그레이드할 수 있다.
팩토리
드론을 스폰하는 대신, 이 탱크는 최대 6개의 팩토리 드론을 스폰하며, 이들은 발사 버튼 또는 "E"를 누르면 (자동 발사) 모두 커서를 따른다. 외형은 네크로맨서와 매우 유사하며, 유일한 차이점은 스포너의 수이다. 또한 새로 스폰된 플레이어(팀원만 해당)가 팩토리에서 스폰될 약간의 가능성도 있어, 팀 모드에서 기지 밖에서 스폰할 수 있는 유일한 방법이 된다.

#### 헌터 업그레이드
프레데터
프레데터는 탱크 상단에 세 번째 포신을 추가하고 독특한 능력을 부여한다: 오른쪽 클릭을 누르면 플레이어는 바라보는 방향으로 시야를 더 넓게 확장할 수 있다. 확대된 화면은 플레이어와 함께 움직이지 않으므로 신중하게 확대하는 것이 좋다. 이 탱크는 이전의 두 포신 프레데터와 X 헌터의 요소를 결합한다. 총알 피해량이 높다. 확대 거리는 사용자 정의가 가능하며; 마우스 포인터가 멀리 있을 때 클릭하면 크게 확대되고, 더 가까이 있을 때는 덜 확대된다.
스트림라이너
스트림라이너는 모든 포신을 겹쳐진 다섯 개의 짧은 포신으로 대체한다. 이들은 매우 빠른 속도로 순차적으로 발사되어 거너 총알의 의사 레이저를 생성한다. 스나이퍼 업그레이드 계열의 헌터에서도 파생되므로 헌터와 동일한 시야 범위를 가진다.

#### 트래퍼 업그레이드
트라이 트래퍼
트라이 트래퍼는 함정 생산을 세 배로 늘리고, 재장전 속도가 빨라지지만, 함정 수명이 짧다. 거의 순수하게 방어적인 탱크이며, 팀원을 위한 엄호 제공에 가장 적합하다.
거너 트래퍼
트래퍼와 거너의 독특한 조합이다. 두 개의 포신은 이제 플레이어의 마우스를 향하고, 후면의 발사기는 반대 방향을 향한다. 일반 함정보다 약간 큰 함정을 발사한다. 거너 포신은 재장전 속도가 절반이지만, 크기에 비해 엄청난 관통력을 가진다. 이 탱크는 거너에서도 업그레이드할 수 있다.
오버트래퍼
드론 두 개와 전방에 함정 배치기를 가진 트래퍼이다. 이 치명적인 조합은 이 탱크를 스나이퍼가 아닌 다른 탱크들이 접근하기 어렵게 만들 수 있다. 이 탱크는 오버시어에서도 업그레이드할 수 있다.
메가 트래퍼
이 탱크는 발사기의 크기를 두 배로 늘려 게임에서 두 번째로 강력한 레벨 45 탄약인 메가 트랩을 발사할 수 있게 한다. 메가 트래퍼는 기본 트래퍼보다 재장전이 느리고 함정 수명이 짧다.
자동 트래퍼
상단에 포탑이 장착된 트래퍼이다. 포탑은 강력하며, 자유 회전이 가능하고, 트래퍼의 방어 능력과 결합할 때 매우 효과적이다.

#### 디스트로이어 업그레이드
하이브리드
하이브리드는 오버시어와 디스트로이어의 융합이다. 탱크 후면에 스포너가 있어 최대 두 개의 드론을 생산할 수 있다. 또한, 강력한 디스트로이어 포신을 유지한다.
애니힐레이터
총알 크기는 이전 버전의 거의 두 배이며, 반동이 증가하고 재장전 속도는 동일하다. 총알 피해와 관통력은 디스트로이어와 일치한다.
스키머
헌터와 유사한 디자인이지만 더 넓은 포신을 가지고 있으며, 배치기와 함께 두 개의 작은 포신이 180도 간격으로 배치된 디스트로이어 총알을 발사한다. 그러나 주 총알의 피해는 상당히 감소한다. 이 총알은 미사일로 알려져 있다. 현재 스키머, 로켓티어, 글라이더만 미사일을 사용한다.
로켓티어
로켓티어는 뒤쪽에 머신건 포신이 있어 머신건 포신의 특성으로 인해 약간의 부정확성을 가지고 총알을 앞으로 추진하는 미사일을 발사한다. 로켓티어 미사일은 게임에서 가장 높은 관통력을 가진 투사체이다.
글라이더
글라이더는 뒤쪽에 35도 간격으로 배치된 두 개의 작은 포신을 가진 미사일을 발사한다. 이 총알 유형은 이전에 스키머에서 사용되었다.

#### 거너 업그레이드
자동 거너
상단에 장착된 포탑이 있는 거너이다. 포탑은 자유 회전, 확장된 시야 범위를 가지며, 놀랍도록 강력하다. 이 포탑이 발사하는 곳을 관찰하면 플레이어가 시야 밖의 탱크를 감지하는 데 도움이 될 수 있다. 이 탱크는 자동 3에서도 업그레이드할 수 있다.
거너 트래퍼
트래퍼와 거너의 독특한 조합이다. 두 개의 포신은 이제 플레이어의 마우스를 향하고, 후면의 발사기는 반대 방향을 향한다. 일반 함정보다 약간 큰 함정을 발사한다. 거너 포신은 재장전 속도가 절반이지만, 크기에 비해 엄청난 관통력을 가진다. 이 탱크는 트래퍼에서도 업그레이드할 수 있다.
스트림라이너
스트림라이너는 모든 포신을 겹쳐진 다섯 개의 짧은 포신으로 대체한다. 이들은 매우 빠른 속도로 순차적으로 발사되어 거너 총알의 의사 레이저를 생성한다. 스나이퍼 업그레이드 계열의 헌터에서도 파생되므로 헌터와 동일한 시야 범위를 가진다.

#### 머신건 업그레이드 (머신건으로 유지해야 함)
스프레이어
스프레이어는 큰 포신 중앙에 보조 포신을 얻는데, 이는 큰 포신의 절반 정도의 재장전 속도로 거너 총알을 발사하며, 훨씬 더 정확하다. 스프레이어는 또한 머신건에 비해 반동이 증가하고 발사 속도가 더 빠르다. 한 발의 일반 크기 총알, 이어서 또 다른 일반 크기 총알과 하나의 작은 총알이 동시에 발사되는 세 발의 시퀀스로 발사된다. 큰 총알은 머신건 총알만큼 강력하며, 작은 총알은 7배 약하다. 그러나 큰 포신은 더 넓어서 정확도가 떨어지고, 작은 포신은 넓지 않아 매우 정확하지만 피해가 상당히 적다.

#### 트라이앵글 업그레이드
부스터
이 트라이앵글 업그레이드는 후면에 두 개의 추가 총을 추가하여 반동으로 더 빠르게 움직일 수 있도록 한다.
파이터
이 트라이앵글 변형은 개선된 방어 및 공격을 위해 측면에 두 개의 추가 총을 가지고 있다. 측면 포신은 전방 포신과 후방 포신 사이의 피해를 가진다.

#### 자동 3 업그레이드
자동 5
자동 3에서 업그레이드하면 자동 5는 두 개의 추가 자동 포탑을 얻는다. 플레이어는 이제 한 번에 2-3개의 총을 제어하고 더 많은 화력을 사용할 수 있다. 포탑은 360도 완전히 회전할 수 없다. 이 탱크는 쿼드 탱크에서도 업그레이드할 수 있다.

#### 자동 거너
상단에 장착된 포탑이 있는 거너이다. 포탑은 자유 회전, 확장된 시야 범위를 가지며, 놀랍도록 강력하다. 이 포탑이 발사하는 곳을 관찰하면 플레이어가 시야 밖의 탱크를 감지하는 데 도움이 될 수 있다. 이 탱크는 거너에서도 업그레이드할 수 있다.

#### 스매셔 업그레이드
랜드마인
움직이지 않거나 13초 동안 피해를 입지 않으면 투명해질 수 있는 스매셔이다. 완전히 투명해지는 데 필요한 시간이 길고 쉽게 해제될 수 있으므로 이 탱크는 조심해서 사용하는 것이 강력히 권장된다. 이 탱크는 두 개의 회전하는 육각형으로 구성되어 있으며, 하나는 절반 속도로 회전한다.
자동 스매셔
상단의 자동 포탑은 자동 거너 및 자동 트래퍼와 동일하다. 이 탱크는 총알 업그레이드나 신체 업그레이드에 충분한 포인트를 할당하면 잠재적으로 치명적일 수 있지만, 각각 방어 또는 효과적인 포탑을 희생해야 한다. 이 탱크는 모든 능력치에 10포인트 업그레이드를 허용하는 독특한 탱크이다.
스파이크
스파이크는 주로 신체 피해를 증가시킨다. 게임에서 가장 탄력 있는 탱크이며, 다른 스파이크를 제외하고 적의 돌진 탱크를 일관되게 물리칠 것이다. 선체는 12개의 균등하게 배치된 삼각형을 특징으로 한다.

#### 탱크 업그레이드 (기본 탱크로 유지해야 함)
자동 탱크
자동 탱크는 기본 탱크의 향상된 버전으로, 보조 방어를 위해 본체 상단에 보조 포탑이 장착되어 있다.